# Nagy Gyula Területi Múzeum
A Nagy Gyula Területi Múzeum Orosháza város múzeuma, korábban a Szántó Kovács János Területi Múzeum nevet viselte.

## Története
Az első múzeum, egy iskolai gyűjtemény, 1927. április 10-én nyílt meg Orosházán; megalkotója Juhász Balázs pedagógus volt. Utóbbi egyik tanítványa volt Nagy Gyula, aki a második világháború végén, községi igényre letette a városi múzeum alapjait; gyűjteménye a fiatalon elhunyt Juhász Balázs által összegyűjtött anyag maradványára épült.
Nagy Gyula vezetése alatt (1944-1979) a múzeum körül igazi műhelymunka szerveződött, melynek eredményességét mutatja a megjelentetett öt évkönyv és egy várostörténeti monográfia is. Nagy néprajzkutatóként is megállta helyét: egyedülálló kutatásokat végzett többek között a szárazmalmokkal kapcsolatban. Őt követve rövid ideig Beck Zoltán állt a múzeum élén, aki már korábban is jelentős folklórgyűjtéseket végzett; érdemei közt említhető a Darvas-emlékház kialakítása.
1980-tól Hévvízi Sándor vezette az intézményt egészen 2001-ig; nyelvész végzettségűként az ő nevéhez fűződik Békés megye földrajzi neveinek összegyűjtése. Igazgatósága alatt nyitotta meg kapuit a Darvas József szülőháza udvarán kialakított Békés Megyei Irodalmi Gyűjtemény, melynek létrejöttében nagy szerepe volt Szabó Ferenc megyei múzeumigazgatónak is.
Az orosházi múzeum 1944-től Juhász Balázs Múzeum néven működött, városi múzeumként, 1950-ig, mikor is államosították és Szántó Kovács János nevét vette fel. 1962-től beolvadt a megyei múzeumi szervezetbe, annak keretében működött 2000. december 31-éig. 2001. január 1-jével Orosháza Önkormányzata vette át, attól kezdve a múzeum területi hatóságú múzeumként működött, Szántó Kovács János Területi Múzeum néven, igazgatója 2001-től Rózsa Zoltán régész lett. 
2015-ben az intézmény neve Nagy Gyula Területi Múzeum elnevezésre módosult.

## Kiállítóhelyek
Nagy Gyula Területi Múzeum
(Dózsa György u. 5.)
Városi Képtár
(Thék Endre u. 1.)
Itt tekinthetőek meg Báthory Júlia üvegtervező művész, 
Boldizsár István festőművész, 
Bolmányi Ferenc festőművész,
Csáki-Maronyák József Kossuth-díjas festőművész,
Emil Vitroel szobrászművész,
Kass János grafikusművész,
Nicolas Müller (Müller Miklós ) fotóművész,
Pap Gyula festőművész munkái. Az Képtár folyosóján megtekinthetőek még az Orosházi Festők Csoportjának alkotásai. 
Kútmúzeum
(Könd u. 1.)
A múlt század különféle kúttípusait mutatja be. A vízellátás-történeti gyűjtemény bemutatója a vízhordó és a -tároló eszközöket, az ásott és a fúrt kúttípusokat.
Darvas József Irodalmi Emlékház
(Dózsa György u. 74.)
1979. december 4-én nyílt meg a Darvas József Irodalmi Emlékház. Ebben „faluszéli” vályogházban töltötte gyermekkorát Darvas József, majd ide tért vissza halála előtt. Az egykori családi házat az író bátyja, Dumitrás Mihály engedte át a városnak. Az ő bognárműhelye igazi kuriózum a látogatók számára, mivel egy lassan kiveszőben lévő iparág eszközeit és termékeit tekinthetik meg. Az emlékház utcai bejáratán belépve egyszerű, négy helyiségből álló, meszelt vályogfalú ház tornácára jutunk. A házba lépve az első két helyiség: a konyha és az utca felőli lakószoba a gyermekkori környezetet idézi, az édesanya és Mihály bátyja bútorai, a mindennapi élet egyszerű használati tárgyai megidézik a századeleji szegényparasztok világát. A döngölt padlójú szoba meszelt falán családi fényképek s fontos iratok láthatók bekeretezve. A következő helyiségben Darvas József pályafutását, életét, munkásságát bemutató kiállítás várja a látogatót. Az író műveiből vett idézetekkel nyolc egységre tagolt kiállítás célja, hogy az életút fontosabb eseményeit ábrázoló fényképek, levelek, kéziratok kiállításával közelebb hozzák az érdeklődőkhöz az írót, a politikust, az embert.

## Galéria

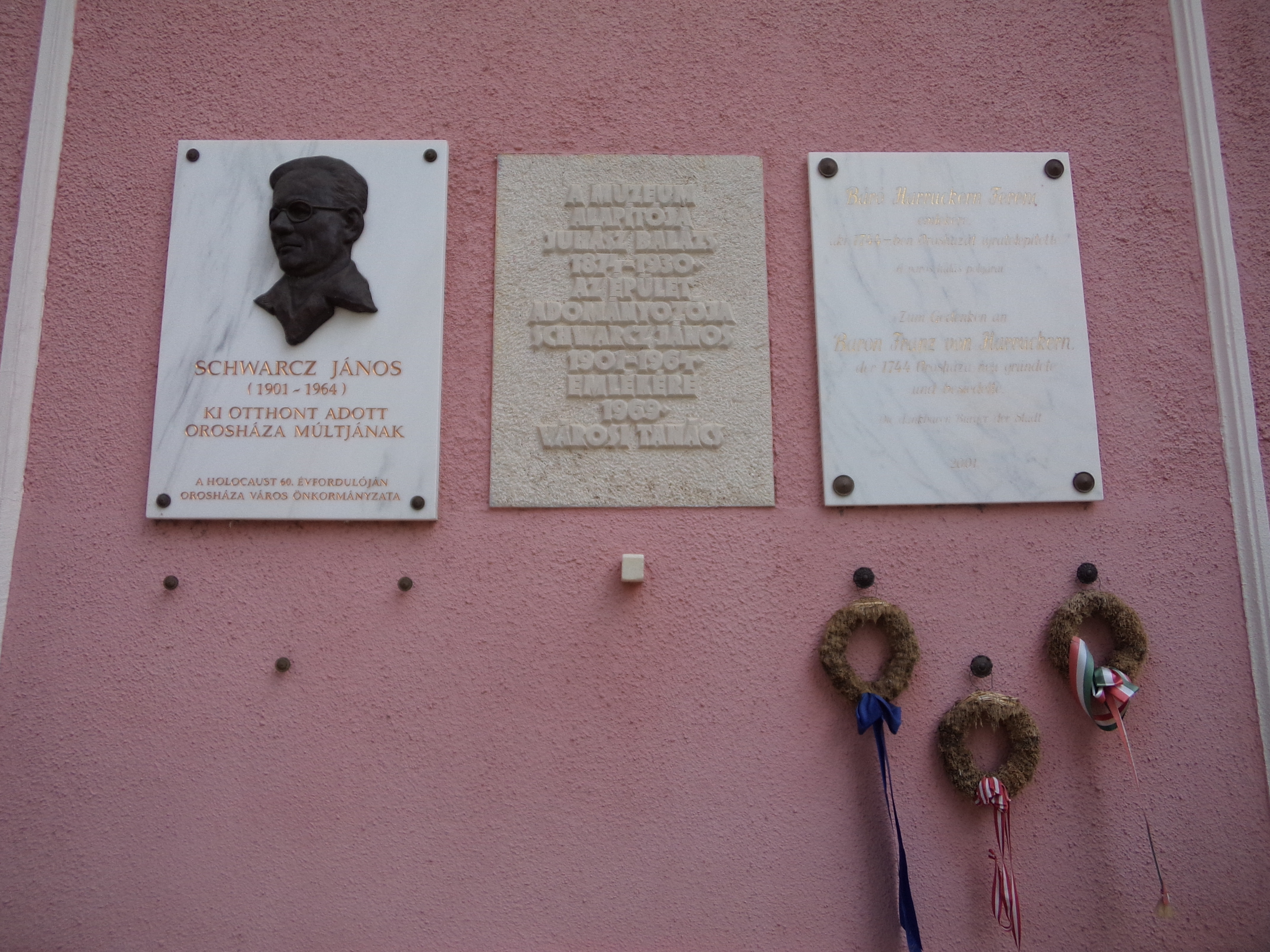
Emléktáblák a múzeum falán
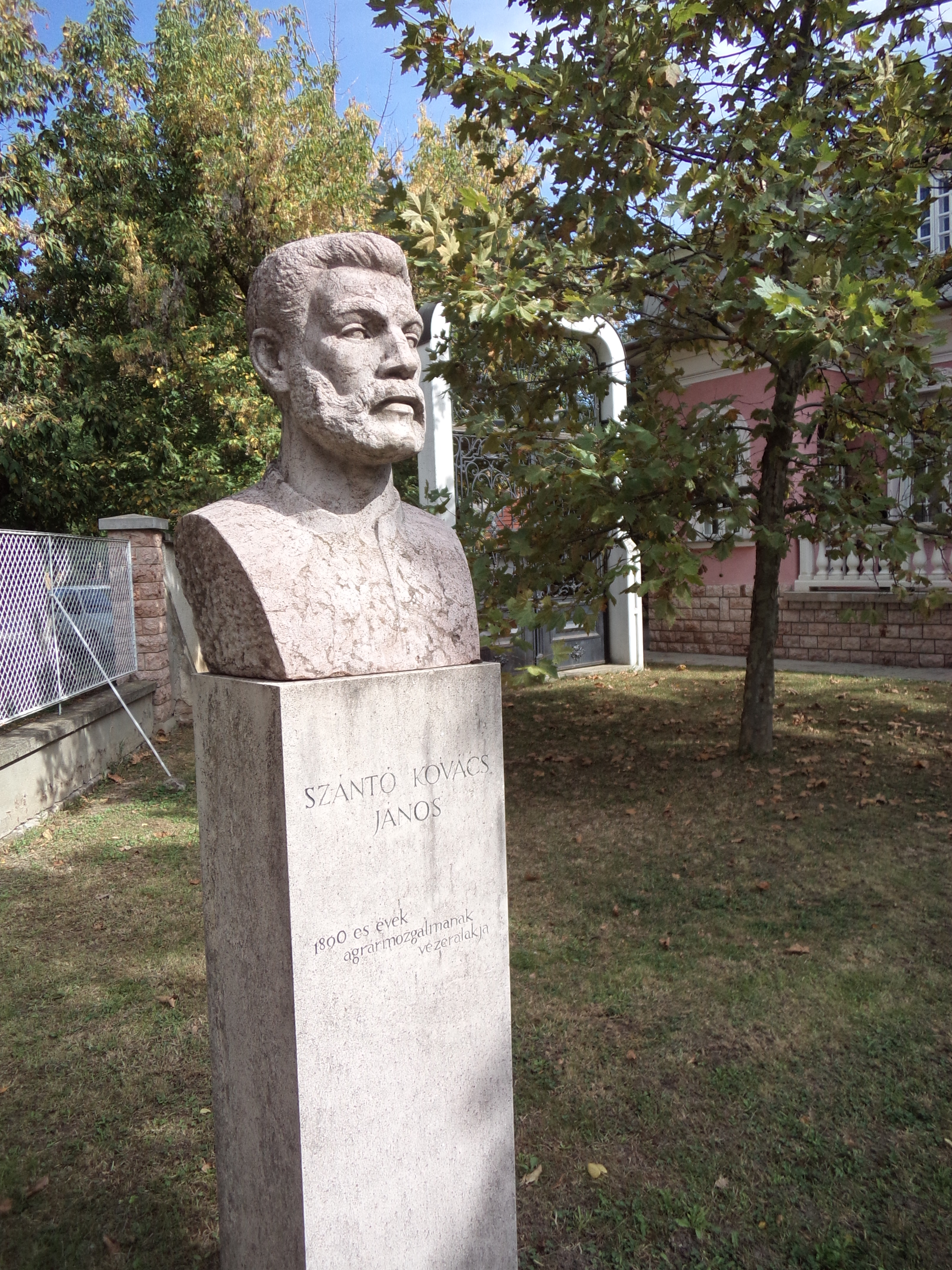
Szántó Kovács János mellszobra a múzeum kertjében
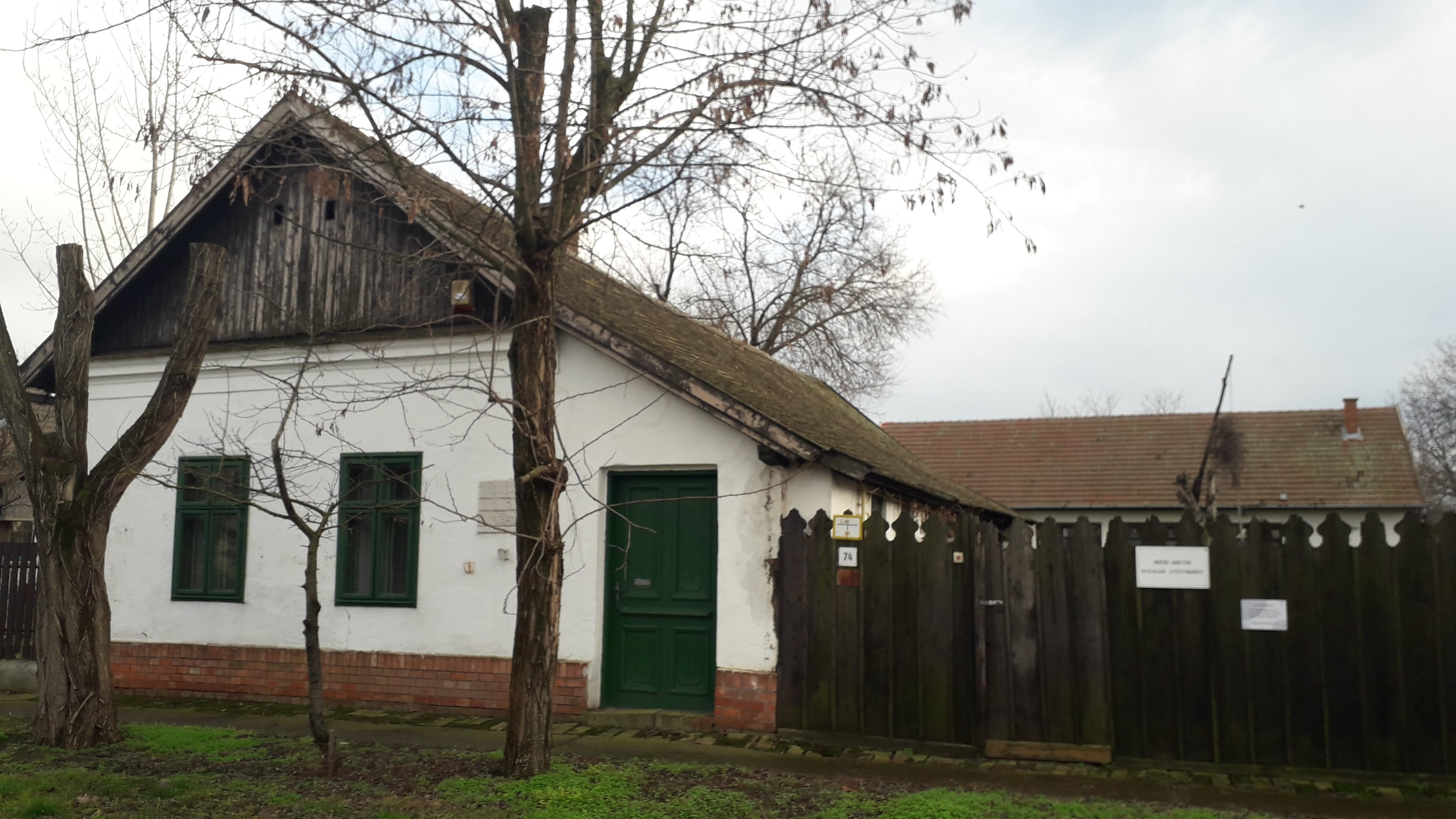
A Darvas József Irodalmi Emlékház

## Külső hivatkozások
- Orosháza város honlapja
- Nagy Gyula Területi Múzeum honlapja